# Falco sparverius
Il gheppio americano (Linnaeus, 1758 Falco sparverius) è un uccello della famiglia dei Falconidi.

## Caratteristiche
Lungo 25–30 cm, presenta ali lunghe e strette e coda piuttosto lunga. Il maschio pesa in media 0,1 kg, la femmina 0,11, rendendolo così il più piccolo dei gheppi americani, con dimensioni corrispondenti a quelle di un tordo.
È caratterizzato da dimorfismo sessuale. Il maschio ha le parti superiori di color nocciola, tranne le ali che sono grigie con macchie nere. Il capo è bianco con la nuca di color grigio e nocciola e tre strisce nere su ciascuna guancia. Le parti inferiori sono ocra, con macchie nere. Femmine e giovani hanno un piumaggio più scarno.

## Areale

Areale

Diffuso in America Settentrionale e meridionale (occupa un'area enorme, dall'Alaska alla Patagonia), frequenta ogni zona con pochi alberi e molte rocce, anche i deserti.

## Biologia

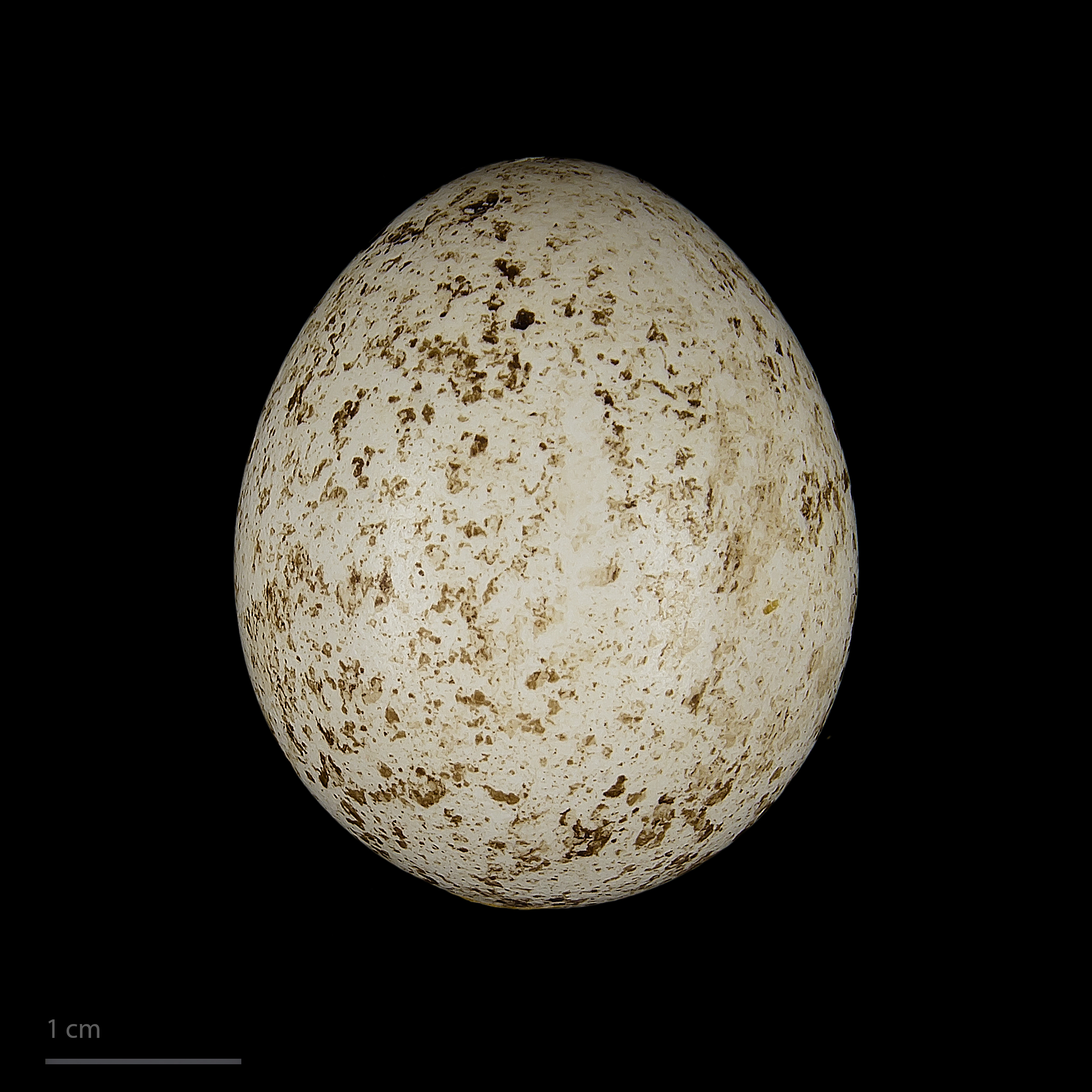
Falco sparverius

Specie adattabile, presenta un volo sinuoso e agile che viene interrotto quando il volatile esegue lo "spirito santo".

Il nido viene costruito in una cavità degli alberi, sulle rocce e nelle costruzioni. Sono deposte 3-7 uova (in genere 4-5) covate soprattutto dalla femmina per 29-30 giorni. I due partner si alternano a nutrire i nidacei, che volano dopo un mese. Il gheppio americano si nutre di insetti d'estate, di topi e uccelli d'inverno.

## Sottospecie
Si conoscono 17 sottospecie di Falco sparverius:
- Falco sparverius sparverius - Nordamerica (dall'Alaska a Terranova, e fino al Messico).
- Falco sparverius paulus - costa sud degli Stati Uniti fino alla Florida.
- Falco sparverius peninsularis - ovest del Messico (a sud della Bassa California, Sonora e Sinaloa).
- Falco sparverius tropicalis - sud del Messico fino al nord dell'Honduras.
- Falco sparverius nicaraguensis - savane dell'Honduras e Nicaragua.
- Falco sparverius caribaearum - Porto Rico e Grenada.
- Falco sparverius brevipennis - Antille Olandesi (Aruba, Curaçao e Bonaire).
- Falco sparverius dominicensis - Hispaniola.
- Falco sparverius sparverioides - Bahamas, Cuba e Isola della Gioventù.
- Falco sparverius ochraceus - Colombia e nordest del Venezuela.
- Falco sparverius caucae - Colombia.
- Falco sparverius isabellinus - Venezuela e nord del Brasile.
- Falco sparverius aequatorialis - Ecuador.
- Falco sparverius peruvianus - Ecuador, Perù e nord del Cile.
- Falco sparverius fernandensis - Isola Robinson Crusoe e Isole Juan Fernández, di fronte al Cile.
- Falco sparverius cinnamonimus - Perú, Cile, Uruguay, Argentina e Terra del Fuoco.
- Falco sparverius cearae - Brasile e Bolivia.